# 조선민주주의인민공화국의 재외공관 목록

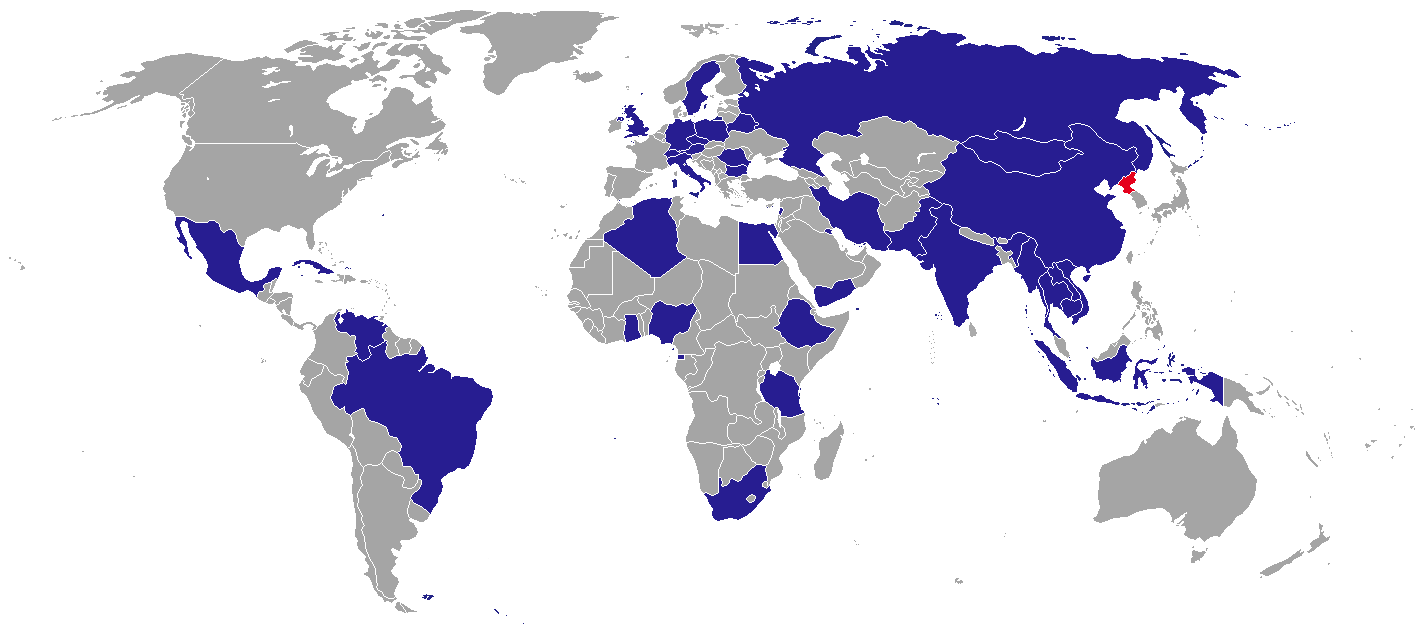
조선민주주의인민공화국의 재외공관 설치 지역

본 문서는 조선민주주의인민공화국이 설치한 재외공관을 나열한 목록이다. 조선민주주의인민공화국은 2021년에 말레이시아, 2022년에 우크라이나와의 외교 관계가 단절된 이래 현재 전 세계 156개국과 수교 중이다. 그러나 조선민주주의인민공화국 대사관이 설치된 국가는 46개국, 영사관은 3개국, 대표부는 3개국으로 외교 관계를 맺은 국가의 수에 비해 훨씬 적다.
과거 냉전 시절에는 소련의 위성국 지역과 개발도상국을 중심으로 외교 무대를 삼았는데 당시 제3세계 세력을 확보하려는 대한민국과 경쟁하기도 했다.

## 아시아
- 라오스
  - 비엔티안 (대사관)
- 몽골
  - 울란바토르 (대사관)
- 미얀마
  - 양곤 (대사관)
- 베트남
  - 하노이 (대사관)
- 시리아
  - 다마스쿠스 (대사관)
- 싱가포르
  - 싱가포르 (대사관)
- 예멘
  - 사나 (대사관)
- 이란
  - 테헤란 (대사관)
- 인도
  - 뉴델리 (대사관)
- 인도네시아
  - 자카르타 (대사관)
- 일본

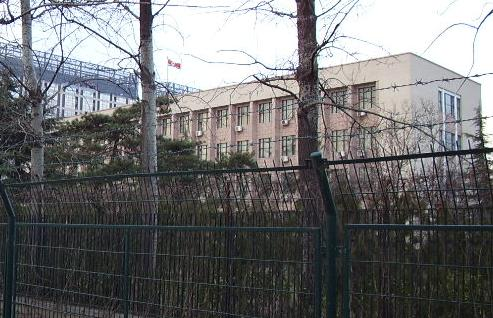
주 중화인민공화국 대사관

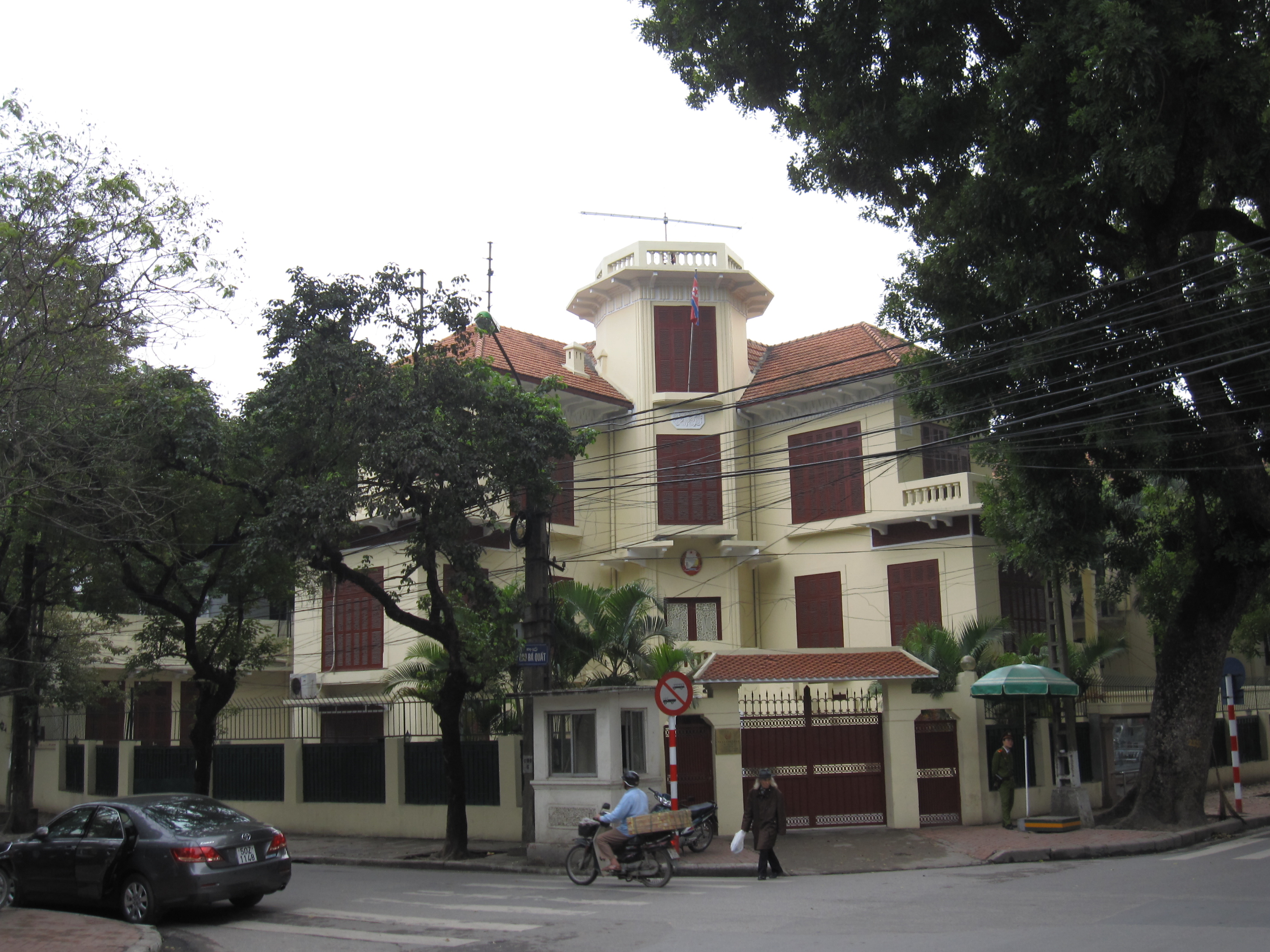
주 베트남 대사관

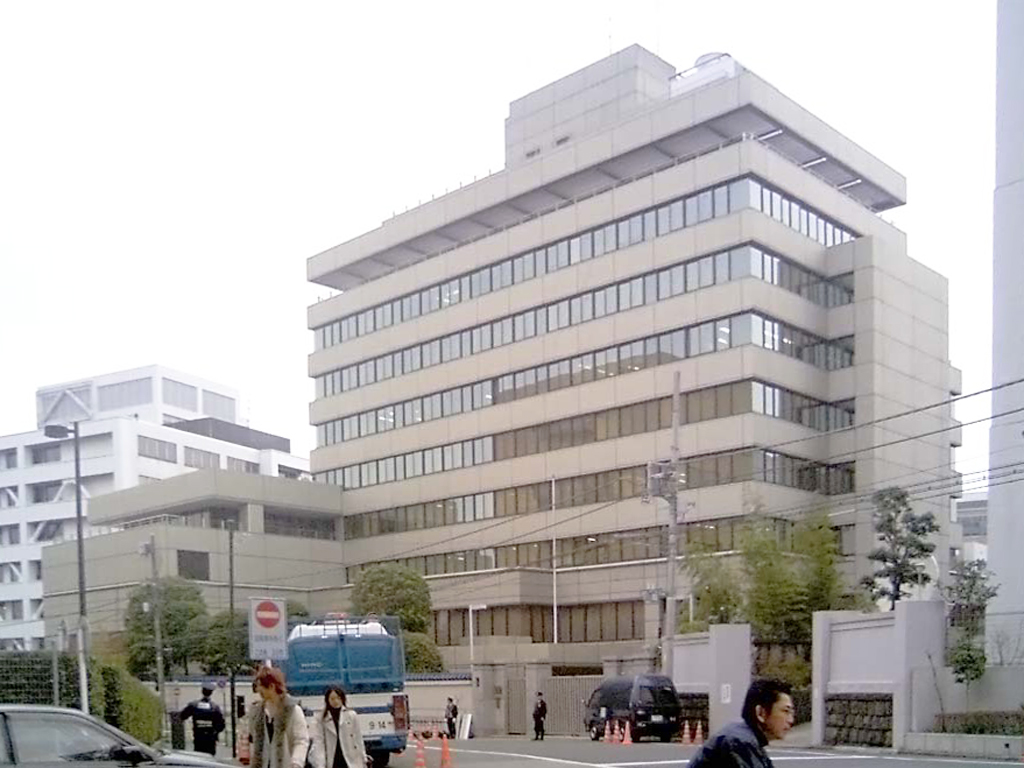
재일본조선인총련합회 중앙본부

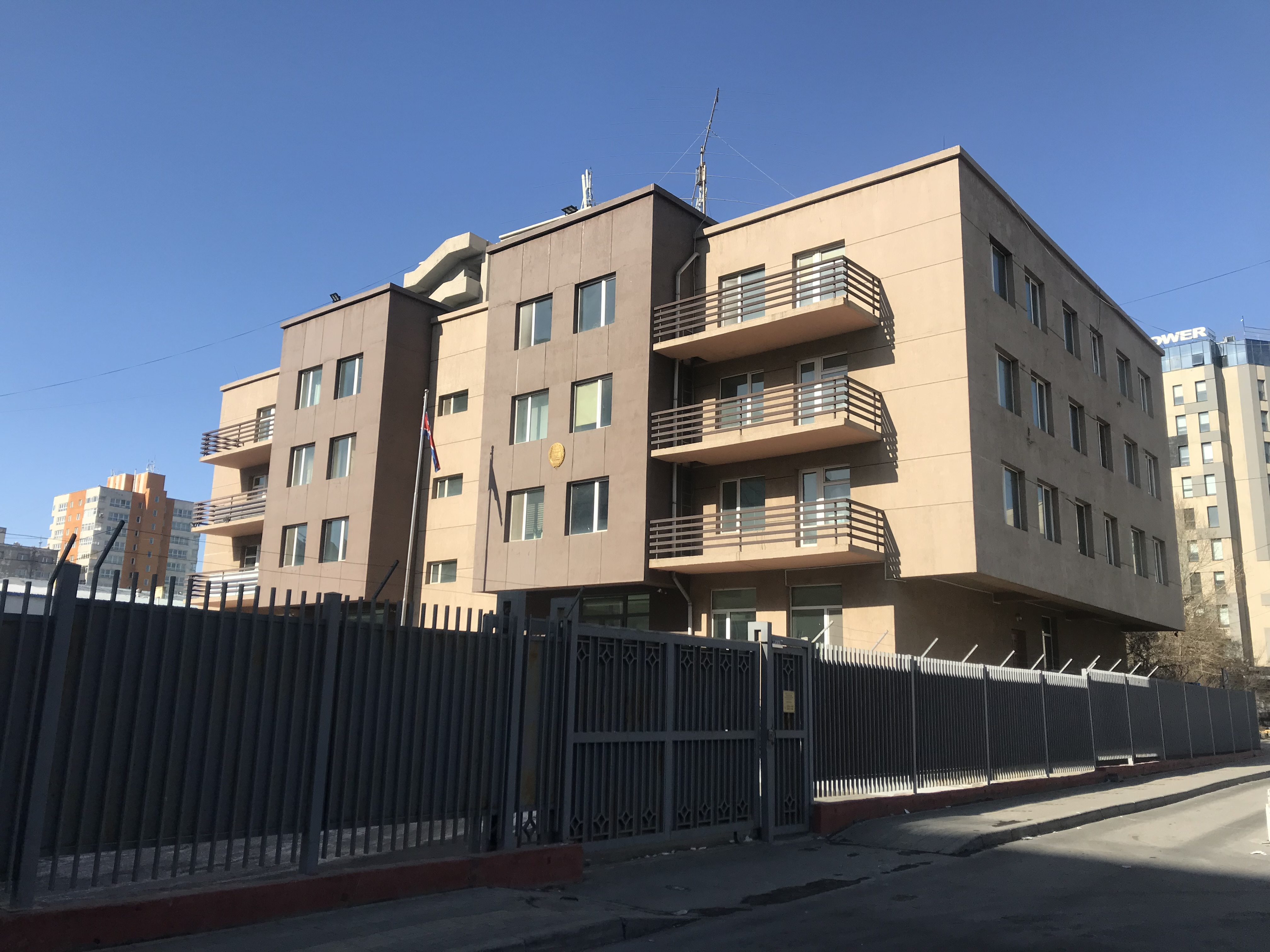
주 몽골 대사관

  - 도쿄 (재일본조선인총련합회, 대표부)
- 중화인민공화국
  - 베이징시 (대사관)
  - 선양 (총영사관)
  - 단둥 (주선양 총영사관 산하 영사 사무소)
- 캄보디아
  - 프놈펜 (대사관)
- 쿠웨이트
  - 쿠웨이트시티 (대사관)
- 태국
  - 방콕 (대사관)
- 파키스탄
  - 이슬라마바드 (대사관)
  - 카라치 (총영사관)

## 유럽

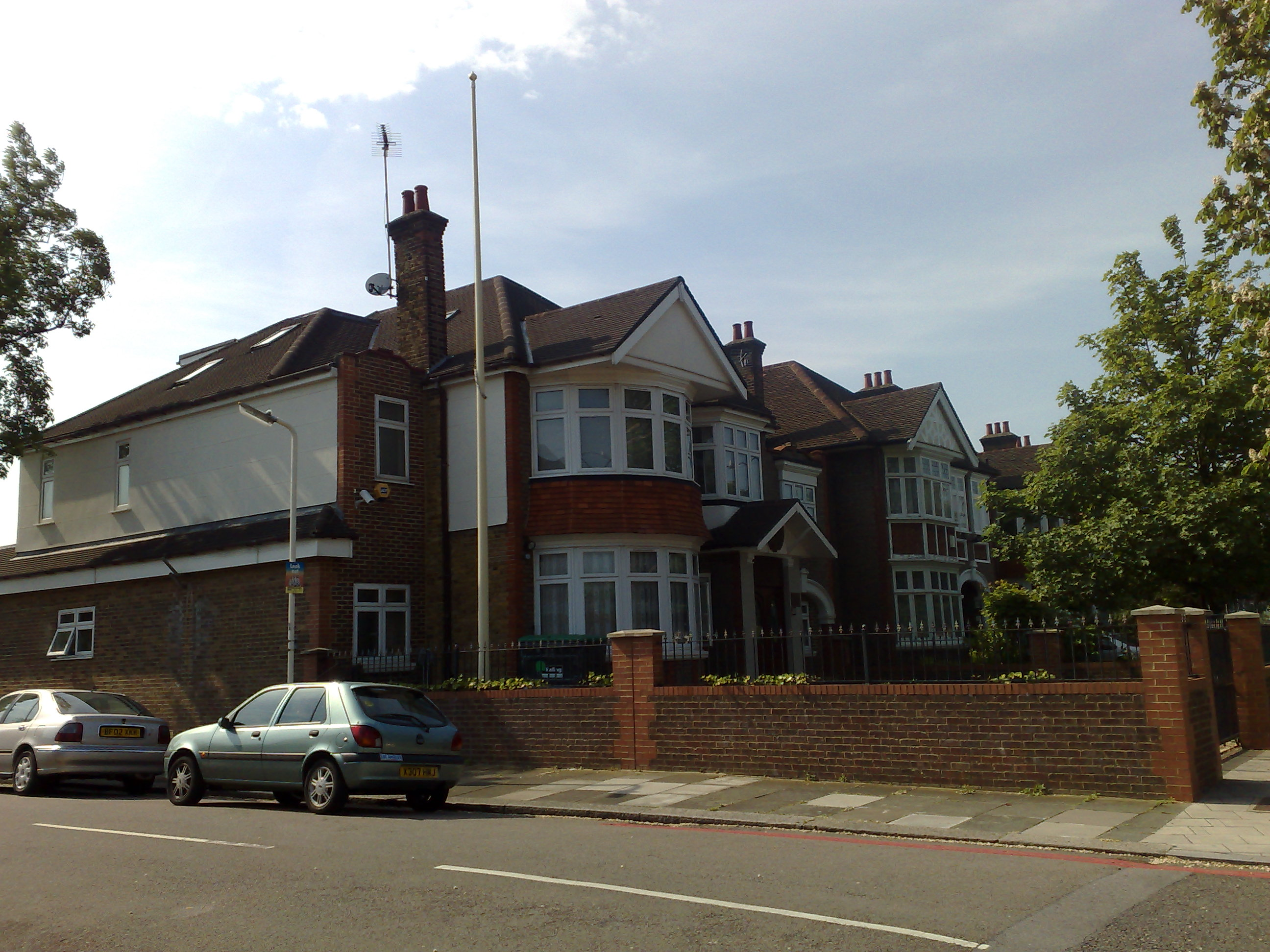
주 영국 대사관

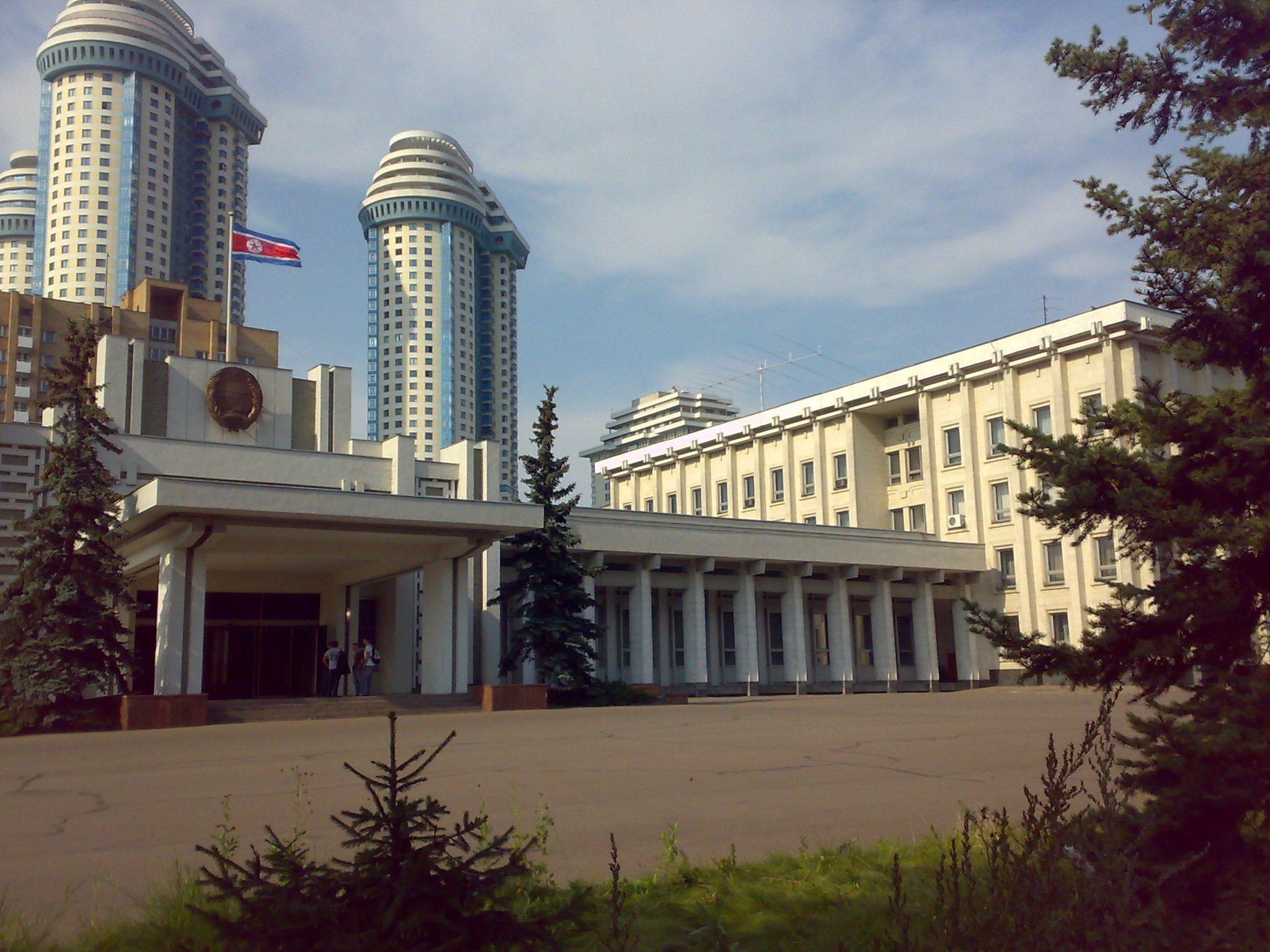
주 러시아 대사관

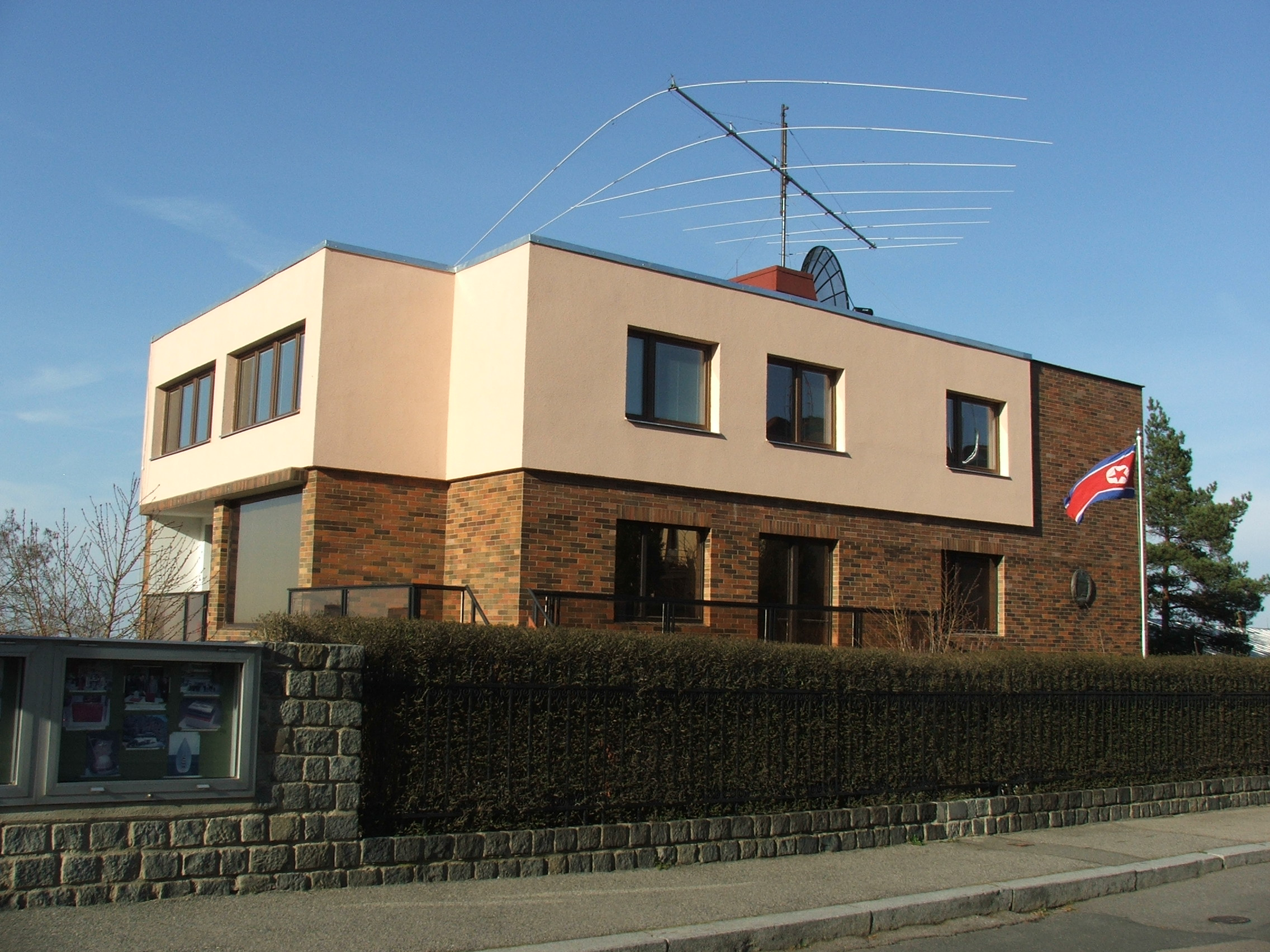
주 체코 대사관

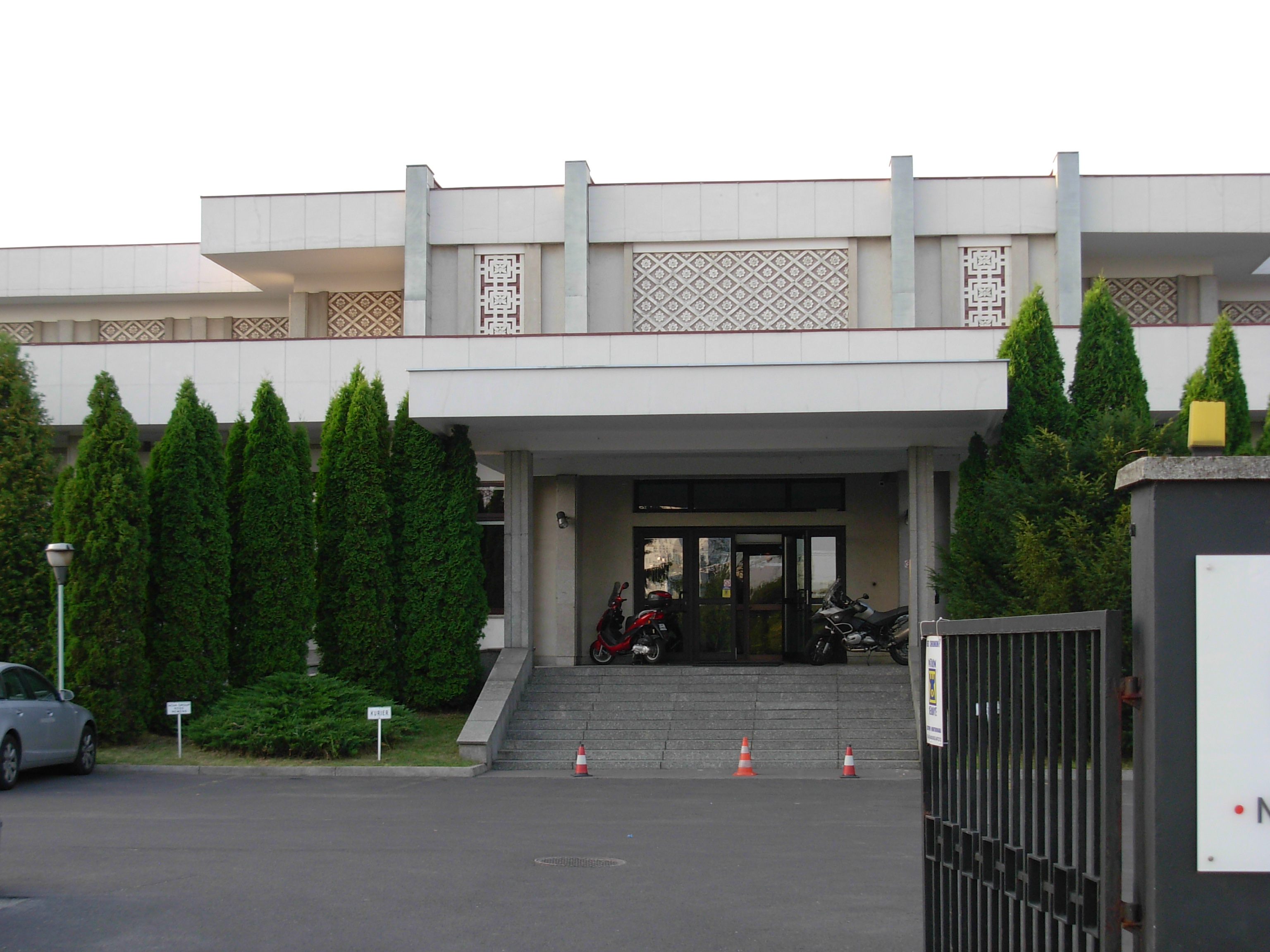
주 폴란드 대사관

- 독일
  - 베를린 (대사관)
- 러시아
  - 모스크바 (대사관)
  - 나홋카 (총영사관)
  - 니즈니노브고로드 (총영사관)
  - 하바롭스크 (총영사관)
- 루마니아
  - 부쿠레슈티 (대사관)
- 벨라루스
  - 민스크 (대사관)
- 불가리아
  - 소피아 (대사관)
- 스웨덴
  - 스톡홀름 (대사관)
- 스위스
  - 베른 (대사관)
- 영국
  - 런던 (대사관)
- 오스트리아
  - 빈 (대사관)
- 이탈리아
  - 로마 (대사관)
- 체코
  - 프라하 (대사관)
- 폴란드
  - 바르샤바 (대사관)

## 아메리카
- 멕시코
  - 멕시코시티 (대사관)
- 베네수엘라
  - 카라카스 (대사관)
- 브라질
  - 브라질리아 (대사관)
- 쿠바
  - 아바나 (대사관)

## 아프리카
- 나이지리아
  - 아부자 (대사관)
- 남아프리카 공화국
  - 프리토리아 (대사관)
- 알제리
  - 알제 (대사관)
- 에티오피아
  - 아디스아바바 (대사관)
- 이집트
  - 카이로 (대사관)
- 적도 기니
  - 말라보 (대사관)
- 탄자니아
  - 다르에스살람 (대사관)

## 국제 기구
- 주유엔 대표부 (미국 뉴욕)
- 주제네바 국제기구 대표부 (스위스 제네바)
- 주유네스코 대표부 (프랑스 파리)

## 없어진 재외 공관
- 앙골라 : 루안다 (대사관, 2023년 폐쇄)
- 아르헨티나 : 부에노스아이레스 (대사관, 1977년 폐쇄)
- 오스트레일리아 : 캔버라 (대사관, 2008년 폐쇄)
- 방글라데시 : 다카 (대사관, 2023년 폐쇄)
- 베냉 : 코토누 (대사관, 1993년 폐쇄)
- 카메룬 : 야운데 (대사관, 1995년 폐쇄)
- 칠레 : 산티아고 (대사관, 1973년 폐쇄)
- 중화인민공화국 : 홍콩 (총영사관, 2023년 폐쇄)
- 콩고 민주 공화국 : 킨샤사 (대사관, 2023년 폐쇄)
- 덴마크 : 코펜하겐 (대사관, 1998년 폐쇄)
- 핀란드 : 헬싱키 (대사관, 1998년 폐쇄)
- 가봉 : 리브르빌 (대사관, 폐쇄 시기 불명)
- 가나 : 아크라 (대사관, 1998년 폐쇄)
- 기니 : 코나크리 (대사관, 2023년 폐쇄)
- 헝가리 : 부다페스트 (대사관, 1995년 폐쇄)
- 자메이카 : 킹스턴 (대사관, 1993년 폐쇄)
- 요르단 : 암만 (대사관, 1998년 폐쇄)
- 카자흐스탄 : 아스타나 (대사관, 1998년 폐쇄)
- 리비아 : 트리폴리 (대사관, 2024년 폐쇄)
- 마다가스카르 : 안타나나리보 (대사관, 2002년 폐쇄)
- 말레이시아 : 쿠알라룸푸르 (대사관, 1974년 개설, 2021년 폐쇄)
- 말리 : 바마코 (대사관, 1998년 폐쇄)
- 모잠비크 : 마푸투 (대사관, 1995년 폐쇄)
- 나미비아 : 빈트후크 (대사관, 1994년 폐쇄)
- 네팔 : 카트만두 (대사관, 2023년 폐쇄)
- 니카라과 : 마나과 (대사관, 1995년 폐쇄)
- 노르웨이 : 오슬로 (대사관, 1976년 폐쇄)
- 페루 : 리마 (대사관, 2017년 폐쇄)
- 포르투갈 : 리스본 (대사관, 1995년 폐쇄)
- 세네갈 : 다카르 (대사관, 2023년 폐쇄)
- 스페인 : 마드리드 (대사관, 2013년 개설, 2023년 폐쇄)
- 토고 : 로메 (대사관, 1998년 폐쇄)
- 튀니지 : 튀니스 (대사관, 1995년 폐쇄)
- 우간다 : 캄팔라 (대사관, 2023년 폐쇄)
- 우크라이나 : 키이우 (대사관, 1998년 폐쇄)
- 우즈베키스탄 : 타슈켄트 (대사관, 2016년 폐쇄)
- 잠비아 : 루사카 (대사관, 1995년 폐쇄)
- 짐바브웨 : 하라레 (대사관, 1998년 폐쇄)

## 같이 보기
- 조선민주주의인민공화국 주재 외국공관 목록